# Jiřice (kraj środkowoczeski)
Jiřice – gmina w Czechach, w powiecie Nymburk, w kraju środkowoczeskim. Według danych z dnia 1 stycznia 2013 liczyła 197 mieszkańców.